# خوان ماتياس فيشر
خوان ماتياس فيشر (بالإسبانية: Juan Matías Fischer) هو لاعب كرة قدم أرجنتيني، ولد في 12 فبراير 1985 في جونين، مقاطعة بوينس آيرس في الأرجنتين. لعب مع بوكا جونيورز.

## وصلات خارجية
- خوان ماتياس فيشر على موقع قاعدة بيانات كرة القدم.إي يو (الإنجليزية)
- خوان ماتياس فيشر على موقع Soccerway.com (الإنجليزية)
- خوان ماتياس فيشر على موقع عالم كرة القدم.نت (الإنجليزية)